# Brownlow Cust (1er baron Brownlow)
Brownlow Cust, 1er baron Brownlow (3 décembre 1744 - 25 décembre 1807), de Belton House près de Grantham dans le Lincolnshire (connu comme Brownlow Cust, 4e baronnet de 1770 à 1776), est un député britannique du parti conservateur.

## Origine
Il est le fils et l'héritier de John Cust, 3e baronnet (1718-1770), président de la Chambre des communes, et de son épouse Etheldreda Payne, fille de Thomas Payne de Hough-on-the-Hill, dans le Lincolnshire.

## Carrière

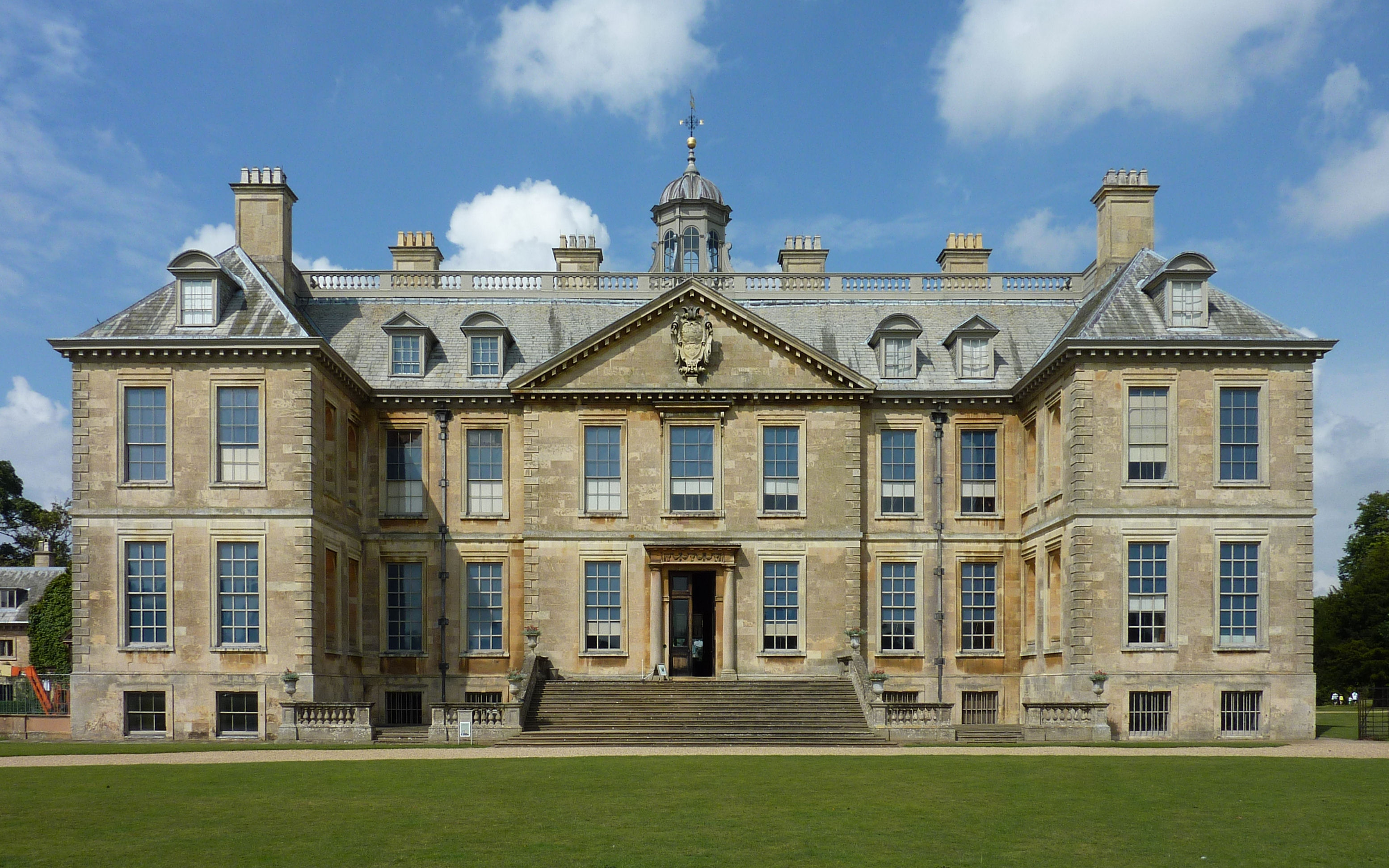
Belton House, près de Grantham, dans le Lincolnshire, hérité en 1779 du 1er baron Brownlow

Il fait ses études au Collège d'Eton et au Corpus Christi College, à Cambridge. En 1766, il est élu en tant que député de Ilchester à Somerset, un siège qu'il occupe jusqu'en 1774, puis représente Grantham entre 1774 et 1776, année où il est élevé à la pairie comme baron Brownlow, de Belton dans le comté de Lincoln. La pairie visait principalement à reconnaître les services rendus par son père et le nom de son titre fait référence à sa grand-mère paternelle Anne Brownlow (Lady Cust), sœur et héritière de John Brownlow (1er vicomte Tyrconnel) (1690-1754) de Belton House et épouse de Richard Cust, 2e baronnet. En 1776, il est nommé membre de la Société des antiquaires de Londres et en 1783, membre de la Royal Society.
En 1779, il hérite de Belton House, près de Grantham dans le Lincolnshire, par le testament de sa grand-mère paternelle, Anne Brownlow (Lady Cust) .

## Mariages et descendants
Il s'est marié deux fois:
- Tout d'abord en 1770, Jocosa Katherina Drury (décédé en 1772), fille et héritière de Sir Thomas Drury, 1er baronnet (1712-1759) d'Overstone dans le Northamptonshire, dont il a une fille, son épouse étant décédée seulement deux ans après le mariage.
- En deuxièmes noces, en 1775, il épouse Frances Bankes, fille et héritière de Henry Bankes de Wimbledon dans le Surrey, dont il eut cinq fils et une fille[5]
  - John Cust (1er comte Brownlow) (1779–1853), fils aîné et héritier, créé en 1815 comte Brownlow et vicomte Alford, député de Lincolnshire et de Clitheroe dans le Lancashire;
  - Henry Cockayne Cust (1780-1861), chanoine de Windsor ;
  - William Cust (1787-1845), député;
  - Peregrine Cust (1791-1873), député;
  - Edward Cust, 1er baronnet (1794-1878), soldat et homme politique, fut créé en 1876 comme baronnet "du château de Leasowe dans le comté de Chester ".
  - Anne Cust (1775-1867), qui épouse William Fowle Middleton, 2e baronnet.